# Like I Can
Like I Can è un singolo del cantautore britannico Sam Smith, pubblicato il 5 dicembre 2014 come quinto estratto dal primo album in studio In the Lonley Hour. La canzone è stata scritta da Sam Smith e Matt Prime e prodotta da Steve Fitzmaurice, Jimmy Napes e Mojam. Ha debuttato e ha raggiunto la posizione numero 9 nel Regno Unito divenendo il quinto singolo ad esser insignito nella top 10 del Regno Unito.

## Classifiche
| Classifica (2015-21) | Posizione massima |
| -------------------- | ----------------- |
| Danimarca            | 12                |
| Francia              | 124               |
| Germania             | 45                |
| Grecia               | 80                |
| Irlanda              | 73                |
| Islanda              | 3                 |
| Norvegia             | 16                |
| Portogallo           | 134               |
| Slovacchia           | 75                |
| Svizzera             | 33                |
| Svezia               | 19                |